# Idriss Déby
Idriss Déby (en arabe : إدريس ديبي), dit Idriss Déby Itno à partir de 2006, né le 18 juin 1952 à Berdoba et mort le 20 avril 2021 à N'Djaména, est un officier et homme d'État tchadien.
Avec l'appui de la France, il chasse Hissène Habré de la tête du pays en 1990, prenant le titre de président du Conseil d'État. L’année suivante, il est désigné président de la République. Bien qu'il introduise un système multipartite en 1992 après plusieurs décennies de régimes à parti unique, le parti dominant tout au long de sa présidence est son Mouvement patriotique du salut (MPS). Il remporte les élections présidentielles de 1996, 2001, 2006, 2011, 2016 et 2021. Il est également président de l'Union africaine de 2016 à 2017.
Sa présidence est marquée par la survie de son régime face à plusieurs rébellions et conflits armés récurrents, dont la rébellion du Mouvement pour la démocratie et la justice au Tchad (MDJT) de 1998 à 2002 et la guerre civile tchadienne de 2005 à 2010. En matière économique, après la découverte du pétrole au Tchad au début des années 2000, il fait de la production du pétrole la force motrice de l'économie tchadienne.
En 2020, il est élevé au rang de  maréchal du Tchad à la suite d’une offensive victorieuse qu'il avait dirigé contre Boko Haram. Moins d'un an plus tard, juste après l’annonce de sa cinquième réélection le 19 avril 2021, il est blessé au front face à une rébellion du Front pour l’alternance et la concorde venue de Libye ; il succombe à ses blessures le lendemain à 68 ans, après plus de trente ans passés au pouvoir. Son fils Mahamat Idriss Déby prend aussitôt la tête d’un Conseil militaire de transition.

## Origines, formation et carrière
Musulman, fils d'un berger  du clan bideyat faisant partie du groupe ethnique zaghawa que l’on trouve des deux côtés de la frontière tchado-soudanaise,.
Après avoir passé son baccalauréat, il entre à l'école d'officiers de N'Djaména puis obtient en 1976 une licence de pilote professionnel en France (spécialité transport des troupes), à l'Institut aéronautique Amaury de la Grange.
Idriss Déby soutient le président Félix Malloum jusqu'à sa chute en 1979 et ce dernier garde son soutien jusqu'à sa mort.

## Ascension en politique

### Aux côtés d'Hissène Habré
De retour au Tchad en 1979, il collabore avec Hissène Habré, entré en rébellion en mars 1980 contre Goukouni Oueddei après l’éclatement du Gouvernement d'union nationale de transition (GUNT) formé cinq mois plus tôt,. Habré nomme alors Déby comme commandant en chef des Forces armées du nord (FAN),.
Le 7 juin 1982, Habré rentre dans la capitale N'Djaména avec Déby à ses côtés, poussant le président Goukouni Oueddei à s'exiler en Algérie. Promu colonel,, Déby devient chef des armées adjoint en 1983. Il se rend en France en 1985 où il suit les cours de l'École de guerre inter-armées,,. De retour au Tchad en 1986, il est nommé conseiller d'Habré pour la défense et la sécurité,.

### Tentative de coup d'État
À la fin des années 1980, les relations entre Idriss Déby et Habré se détériorent. Un de ses cousins, Hassan Djamous, le remplace au poste de commandant en chef tandis qu'un autre de ses cousins, Ibrahim Mahamat Itno, devient ministre de l'Intérieur. La police politique d'Habré persécute et exécute les Zaghawas.
Après une tentative de coup d'État le 1er avril 1989, les trois hommes (Idriss Déby et ses deux cousins) prennent la fuite. Tandis que le colonel Hassan Djamous est blessé et capturé par les hommes de Hissène Habré, et son cousin Ibrahim Mahamat Itno tué, Idriss Déby réussit à gagner le Soudan puis la Libye où il obtient l'aide du dirigeant libyen Mouammar Kadhafi contre la promesse de libérer les prisonniers de guerre libyens détenus au Tchad. Déby retourne au Soudan où il crée, en mars 1990, le mouvement rebelle du Mouvement patriotique du salut (MPS).

## Président de la République

### Prise de pouvoir et transition
Le 1er décembre 1990, avec l'aide des services de renseignement français et le soutien de la Libye et du Soudan,,, ses forces s'emparent de N'Djaména et chassent Habré, qui se réfugie au Sénégal,. Déby est alors porté à la présidence du Conseil d'État dès le 4 décembre,, puis désigné président de la République par son mouvement, alors transformé en parti politique. De son côté, Habré sera ensuite poursuivi par un tribunal international pour crime contre l'humanité pour les exactions commises durant son règne au Tchad,. 
Lors de son investiture, il promet la tenue d'une conférence nationale ayant pour tâche principale l'élaboration d'une nouvelle Constitution. Il fait adopter dès février 1991 une Charte nationale qui pose les principes directeurs de l’État tchadien et les bases d’une réforme institutionnelle. La charte servira de loi fondamentale jusqu’à la promulgation de la Constitution le 14 avril 1996[réf. nécessaire]. Il est parallèlement promu général de corps d'armée en 1995. 
Dès le début des années 1990, il se rapproche de Hissein Hassan Abakar, président du Conseil supérieur des affaires islamiques du Tchad de 1991 à 2018.

### Premier mandat (1996-2001)
Il est élu président de la République pour un premier mandat en 1996 lors du premier scrutin pluraliste au suffrage universel depuis l'indépendance (du pays) en 1960 et ouvre alors son gouvernement à une partie de l'opposition.
En 1998, son ancien ministre de la défense Youssouf Togoïmi fonde un groupe rebelle, le Mouvement pour la démocratie et la justice au Tchad (MDJT) et monte une rébellion contre son gouvernement basée dans le nord du pays.
En octobre 2000, Idriss Déby lance officiellement les travaux de construction de l'oléoduc Tchad-Cameroun à Komé (Tchad) et Kribi (Cameroun).

### Deuxième mandat (2001-2006)

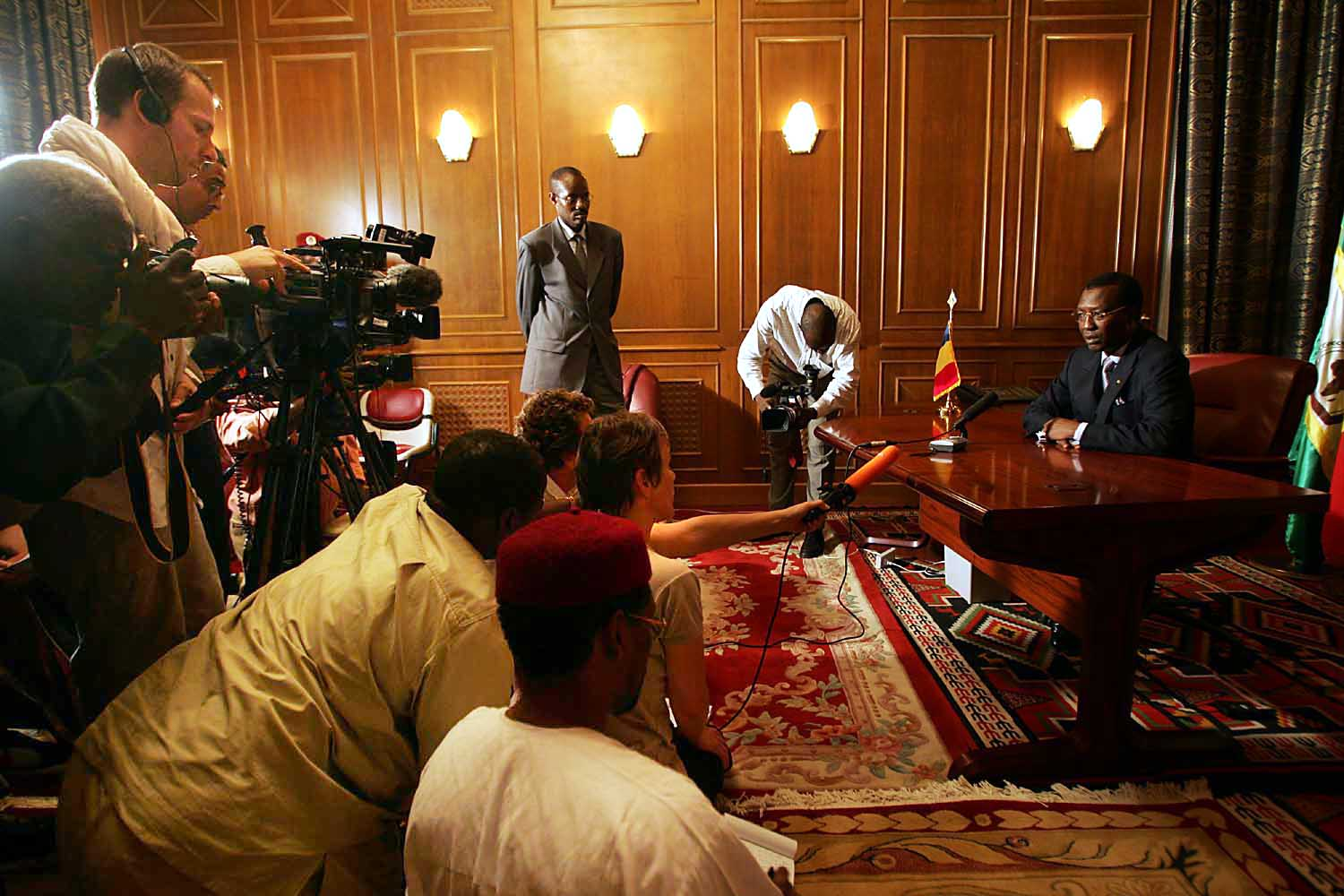
Idriss Déby lors d'une conférence de presse en 2004 dans le palais présidentiel à N'Djaména

Le 20 mai 2001, Idriss Déby est réélu président dès le premier tour avec 63,17 % des voix.
Idriss Déby considère le nord de la Centrafrique comme stratégique du fait de ses ressources pétrolières.
Le 7 janvier 2002, la Libye négocie un accord-cadre de paix entre le MDJT et le gouvernement de Déby. Mais les négociations sont suspendues en mai en raison d'une dispute au sein du MDJT, entre la ligne dure de Togoïmi et la branche modérée d'Adoum Togoï. Togoïmi meurt en septembre 2002.
En 2003, il a contribué à la prise de pouvoir de François Bozizé.
En 2003, il annonce la fin de la construction de l'oléoduc Tchad-Cameroun et le début de la production de pétrole pour le pays. Le Tchad adhère en 2005 à l'Association des producteurs de pétrole africains (APPA).
Le 26 mai 2004, les députés adoptent une modification constitutionnelle qui lève la limitation des mandats présidentiels auparavant fixée à deux. Si cette disposition particulière a focalisé l’attention des médias, la réforme constitutionnelle a fait évoluer les institutions du pays, au premier chef desquelles la suppression du Sénat, qui n’a jamais véritablement joué son rôle institutionnel.
En mai 2005, les rebelles sont sur le point de renverser le régime mais les forces françaises présentes sur place permettent le retour précipité d'Idriss Déby qui se trouvait en visite en Guinée équatoriale pour un sommet de la CEMAC. La proposition de réforme constitutionnelle de 2004 est adoptée par référendum le 6 juin 2005, 77,8 % des votants s'étant prononcés pour. La participation s'est élevée à 71,61 %. Le 13 avril 2006, les rebelles du Front uni pour le changement démocratique (FUC) entrent dans N'Djaména et manquent de peu de renverser le régime soutenu par les Français qui tireront sur les éléments du FUC (tir de semonce).

### Troisième mandat (2006-2011)
Il est réélu pour un troisième mandat le 3 mai 2006 avec 64,67 % des suffrages exprimés, un mois après l'attaque manquée menée par le Front uni pour le changement (FUC) du capitaine Mahamat Nour sur N'Djaména le 13 avril.
Un accord est signé le 13 août 2007 entre le régime et les différents partis de l'opposition visant à commencer un processus de démocratisation.
Le 3 février 2008, lors de l'assaut des rebelles dirigé par Mahamat Nouri et les frères Tom et Timane Erdimi, l'un de ses principaux opposants, Ibni Oumar Mahamat Saleh, est enlevé à son domicile par les militaires tchadiens,. Le gouvernement français appelle à une « clarification »,. En février 2012, deux des fils de l'opposant disparu déposent plainte en France, et en 2013, un juge d'instruction français a décidé d'enquêter sur sa disparition. C'est contre l'avis du parquet de Paris que ce juge d'instruction avait décidé de le mener. Le ministère public avait donc fait appel de cette décision. Mais, finalement, la chambre de l'instruction de la cour d'appel de Paris a donné raison au juge et considéré que les critères juridiques étaient réunis pour autoriser son enquête sur cette disparition. Début 2013, peu d'informations significatives sont disponibles sur le sort d'Ibni Saleh depuis les jours qui ont suivi son enlèvement, malgré les efforts d'hommes politiques, ou d'organisations venues au soutien de l'opposant et de ses proches,,.
En février 2008, les rebelles tchadiens du Commandement militaire unifié (CMU) qui est composé du RFC de Timan Erdimi, de l'UFDD de Mahamat Nouri et du CNT de Hassan Al Djineidi lancent une seconde offensive pour prendre N’Djaména. Début février 2008, il a donc de nouveau à faire avec des attaques rebelles sur la capitale N'Djaména qui entraînent le rapatriement des expatriés français vers le Gabon et la France. Il subit un revers à la bataille de Massaguet le 1er février et doit repousser l'assaut sur la capitale du 2 au 4 février. Trois fois plus nombreux à s’élancer du Soudan, une fois en ville, les rebelles cernent le palais présidentiel le 2 février. Encerclé dans son palais, le président tchadien appelle plusieurs fois dans la journée le président français Nicolas Sarkozy. Celui-ci lui propose l'exil en territoire français,. Grâce au soutien militaire total de la France, incluant aide logistique (livraison de munitions depuis la Libye), renseignement militaire et combat de troupes françaises contre les rebelles, Idriss Déby parvient à se maintenir au pouvoir et les rebelles se replient.
Le 7 février 2008, il échappe à une tentative de renversement dans la capitale, il reçoit le soutien de la France qui accuse le Soudan. Il demande à l'Union européenne de dépêcher au plus tôt la force de paix EUFOR, dont le contingent principal est français.

### Quatrième mandat (2011-2016)
Son parti remporte 133 sièges sur 188 aux élections législatives du 13 février 2011,,.
Le 25 avril 2011, il est réélu pour un quatrième mandat dès le premier tour de l'élection présidentielle par 88,7 % des voix, face à Albert Pahimi Padacké (6 %) et Madou Nadji (5,3 %). Les principaux opposants avaient décidé de boycotter l'élection contestant les conditions dans lesquelles les élections allaient se dérouler et dénoncant une « mascarade électorale ». Le taux de participation s'élève à 64,2 % selon la commission électorale mais les opposants expriment aussi des doutes quant au taux véritable de la participation qu'ils estiment à 20 %.
Il s'oppose à l'intervention militaire occidentale durant la guerre civile libyenne de 2011, position que de nombreux médias décrivent alors comme un soutien au général Mouammar Kadhafi,, certains assurent d'ailleurs qu'il aurait envoyé des éléments de la garde tchadienne dans le pays. Il déclare de son côté vouloir que le dictateur libyen quitte le pouvoir, mais en douceur et non à la suite d'une intervention armée qui « laissera des traces » selon lui.
En 2012, il se rend en Centrafrique avec l'ancien président burundais Pierre Buyoya, médiateur en Centrafrique pour le compte de l'Organisation internationale de la francophonie (OIF). Sa visite fait l'objet d'une polémique, car il aurait soutenu le mouvement rebelle de la Seleka,. De son côté, Idriss Déby affirme y être allé pour encourager François Bozizé et insister pour qu'il libère Jean-Jacques Démafouth, chef d'un mouvement politico-militaire.
Au mois de mai 2012, Idriss Déby lance une vaste opération anti corruption dans le pays, baptisée « opération Cobra ». L’État perd alors un montant estimé à 300 milliards de francs CFA (soit 460 millions d'euros) par an à cause de détournements d'argent public. Le but est de sécuriser les circuits de recettes et de dépenses et de contrôler les procédures de préparation, de passation et d'exécution des marchés publics. Après un an et 23 missions de contrôles effectuées à N'Djaména et 22 en province, environ 25 milliards de francs CFA ont été recouvrés.
En janvier 2013, le Tchad envoie des troupes au nord du Mali pour participer à l'opération Serval,. Idriss Déby décrit alors ce qui se passe dans le nord du Mali comme la conséquence de « la dislocation de la Libye » et de la « dissémination de son arsenal ». Cette action au Mali, ou encore en Centrafrique et au Nigeria contre Boko Haram valent à Idriss Déby de recevoir un soutien fort de la France et des États-Unis.
Alors que le Tchad compte en 2001 parmi les pays les moins avancés (PMA) du continent africain, il occupe en 2015 la troisième place de l'Africa Performance Index (API), outil de notation et de classement des institutions du secteur public en Afrique[réf. souhaitée].
Devant faire face à la menace grandissante de Boko Haram, un groupe terroriste rallié à l'État islamique dans le nord du Nigeria, Idriss Déby augmente la participation du Tchad à la Force multinationale mixte (Multinational Joint Task Force, MNJTF), une force armée composée du Niger, du Nigeria, du Bénin et du Cameroun. En août 2015, Idriss Déby déclare à ce sujet dans un entretien que la MNJTF a « décapité » Boko Haram.
Le 1er décembre 2015, à l'occasion du sommet « Défi climatique et solutions africaines » en marge de la Conférence de Paris sur le climat (COP 21), Idriss Déby alerte la communauté internationale sur le besoin de financement pour l'avenir du lac Tchad, dont la surface a été divisée par huit depuis 1973 : « La question du lac Tchad est ancienne. À toutes les rencontres sur le climat depuis 20 ans, ce dossier a été évoqué [...] depuis Copenhague, Rio et aujourd'hui Paris. Je ne suis pas sûr que jusqu'à aujourd'hui, nous ayons trouvé des oreilles, tout au moins des actions concrètes ».

### Cinquième mandat (2016-2021)

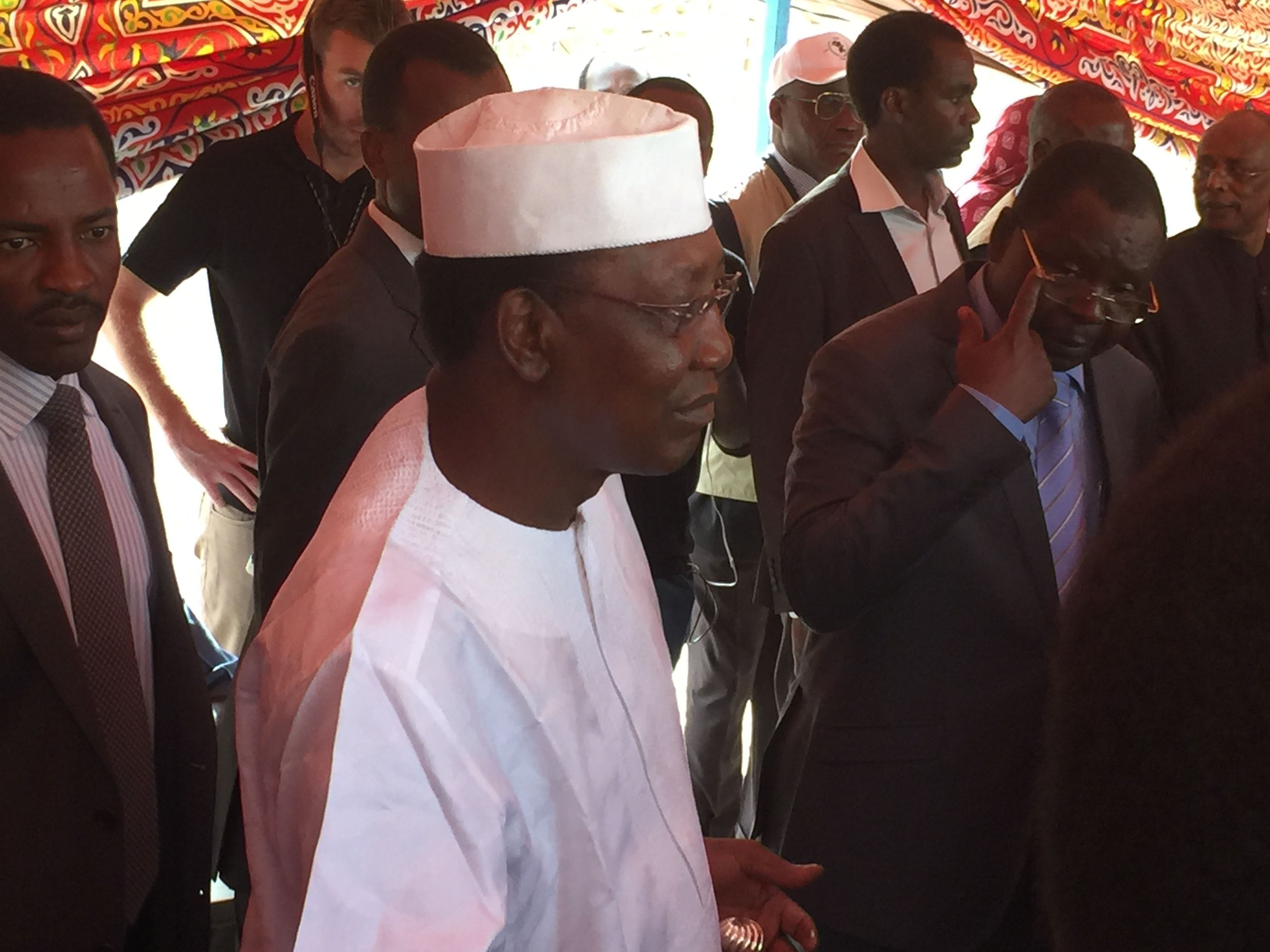
Idriss Déby dans un bureau de vote de N'Djamena, lors de l'élection présidentielle de 2016.

Début 2016, l'affaire Zouhoura (une jeune fille violée par des fils de dignitaires du régime) soulève des manifestations. Dans le contexte politique qui a vu se développer les contestations en Afrique subsaharienne, Idriss Déby fait interdire les manifestations et appréhender les auteurs du crime.
En février 2016, Idriss Déby annonce sa candidature à l'élection présidentielle d'avril 2016.
Il fait alors figurer dans son programme l'instauration d'une limite des mandats dans la Constitution, déclarant qu'en 2005, la réforme de la Constitution était menée dans un contexte où « la nation était en danger » tandis qu'en 2016, le Tchad « ne peut pas se concentrer sur un système qu'un changement de pouvoir mettrait en difficulté ». En avril, sans opposition solide, il est réélu dès le premier tour avec 59,9 % des voix. 
Le 12 octobre 2016, Idriss Déby effectue une visite diplomatique en Allemagne et rencontre le lendemain la chancelière allemande Angela Merkel. Cette visite fait suite à une invitation de la chancelière formulée lors du dernier sommet du G20 en Chine. C'est la première visite officielle d'un président tchadien en Allemagne.
En 2016, il annonce l'aménagement d'environ 250 000 hectares de terres sur le territoire national, le renforcement des microcrédits pour les producteurs ruraux ainsi que la construction de nouvelles infrastructures de transport et d'énergie. Il signe également l'Agenda 2030 de l'ONU et la déclaration de Malabo pour la croissance et la transformation de l'agriculture en Afrique.
Le 2 février 2017, alors que les élections législatives tchadiennes devaient avoir lieu en 2016, il annonce qu'elles n'auront pas lieu avant 2019 faute de moyens,.
En septembre 2017, un rapport d'Amnesty International dénonce une vague de répression au Tchad, sous le mandat d'Idriss Déby. Certes, l'organisation reconnaît que cela n'est pas du même niveau que sous son prédécesseur Hissène Habré (une répression implacable qui fit des dizaines de milliers de morts dans les années 1980) mais elle note que le président Déby, qui effectue son cinquième mandat, n'a pas tenu ses engagements initiaux en matière de respect des droits de l'homme. Elle note qu'Idriss Déby « réduit au silence les voix de ceux qui s’élèvent contre le gouvernement et ses politiques », au moyen d'un harcèlement juridique, administratif et policier continu contre ses opposants. Depuis 2016, 65 manifestations ont été interdites par les autorités et on refuse toute existence légale à plusieurs plateformes d'opposition.
Le 4 mai 2018, il promulgue la Constitution tchadienne de 2018, adoptée le 30 avril 2018 par le Parlement. Le jour même, il annonce une amnistie pour les rebelles, et appelle les exilés politiques à rentrer au Tchad. Pour Djimet Arabi, ministre de la Justice, « quand on parle de l’amnistie, c’est une loi qui efface toutes les infractions qui ont été commises, et ça le fait d’une façon rétroactive. Même ceux qui ont détourné de l’argent, ceux qui ont tué, ceux qui ont pillé. Une fois qu’il y a cette loi d’amnistie, elle efface toutes les infractions et ils peuvent tranquillement rentrer chez eux ».
Le 7 mai 2018, il forme un nouveau gouvernement de 22 membres, dont 9 femmes.
Le président Déby et ses proches se sont considérablement enrichis : les Panama Papers indiquent que le « clan » au pouvoir a détourné 10,76 milliards de dollars pour les placer dans des paradis fiscaux. Au contraire, les très faibles investissements dans les services publics (écoles, centres de santé, etc) maintiennent l'immense majorité de la population dans une grande pauvreté. Le Tchad est classé 186e sur 189 à l’indice de développement humain des Nations unies. En 2018, l'État tchadien est au bord de la faillite et Déby réagit en réduisant le salaire des fonctionnaires d’un tiers.
En août 2020, Idriss Déby est nommé maréchal par l'Assemblée nationale après une offensive victorieuse en avril contre des djihadistes,.

### Réélection de 2021
En février 2021, le Mouvement patriotique du salut investit Idriss Déby comme candidat à l'élection présidentielle d'avril 2021. Dans une « mascarade démocratique de plus », écrit Le Monde, Déby est réélu président avec 79,32 % des voix, après avoir « écarté, légalement ou par la violence et l’intimidation, les ténors d’une opposition divisée »,. 

### Mort et succession
Le jour même de l'élection présidentielle, les rebelles du Front pour l’alternance et la concorde au Tchad (FACT) lancent depuis la Libye une offensive dans le nord-ouest du Tchad. L'armée tchadienne réplique alors par une contre-offensive et de violents combats éclatent dans les environs la ville de Mao, dans la région du Kanem. Le président Idriss Déby se rend sur le front mais il est mortellement blessé entre le 17 et le 19 avril,. Il succombe le 20 avril à 1 h du matin, à N'Djamena, à l'âge de 68 ans,. L'armée annonce sa mort dans un communiqué diffusé sur les ondes de la télévision d'État Télé Tchad de la façon suivante : « Fidèle au serment fait à la nation et au peuple tchadien, le maréchal du Tchad, président de la République, chef de l’État, chef suprême des armées, Idriss Déby Itno, vient de donner son dernier souffle en défendant l’intégrité territoriale sur le champ de bataille ».
Les circonstances de sa mort ne sont pas connues avec exactitude. Selon une version, il aurait été tué lors d'échanges de tirs entre une colonne rebelle et des militaires loyalistes. D’après une autre version, donnée par le journaliste Philippe Chapleau, il aurait succombé, ainsi que quatre de ses généraux, au cours d'une réunion de pourparlers à Mao avec des chefs du FACT, la réunion ayant dégénéré,. 
En juillet 2021, RFI rapporte les circonstances officielles de la mort de Déby : « Selon certains, sa colonne tente de s’approcher au plus près de la ligne de front. Elle est arrêtée par des tirs d’armes lourdes […]. Idriss Déby est touché, à la tête ou au tronc. ». La radio française se fait l’écho d’une autre thèse, circulant sur les réseaux sociaux : « Idriss Déby serait la victime d’un règlement de compte au sein de son clan, les Zaghawas […]. On évoque un conciliabule qui aurait mal tourné. Un membre de la famille de Yaya Dillo aurait vengé l’opposant. L’assaut contre sa résidence, le 27 février, lors duquel sa mère est tuée, aurait approfondi une fracture déjà existante entre les « zag » ». Mais RFI précise que cette dernière théorie n’est pas étayée par des preuves.
Un conseil militaire de transition dirigé par un de ses fils, Mahamat Idriss Déby, commandant de la garde présidentielle, est chargé de le remplacer. Un deuil national de quatorze jours est décrété, un couvre-feu est instauré et toutes les frontières terrestres et aériennes sont fermées. 
Les obsèques nationales du président défunt ont lieu le 23 avril 2021 à N'Djaména. Plusieurs chefs d'État et de gouvernement africains se rendent à N'Djaména, comme notamment Félix Tshisekedi, président de la république démocratique du Congo et président en exercice de l'Union africaine. Le président français, Emmanuel Macron, est le seul chef d’État occidental à se rendre aux funérailles.
Idriss Déby Itno est ensuite inhumé dans son village natal d'Amdjarass.

## Président de l'Union africaine
Le 30 janvier 2016, Idriss Déby Itno est élu président de l'Union africaine lors de la cérémonie d'ouverture du 26e sommet, succédant au Zimbabwéen Robert Mugabe. Il est choisi par les présidents de la région Afrique centrale. Son mandat est d'un an. Lors de son discours d'acceptation, il a notamment évoqué la mise en place « d'une force africaine qui permettrait d'intervenir dans la prévention des crises ». Il critique également l'immobilisme de l'organisation : « Nous nous réunissons souvent, nous parlons toujours trop, nous écrivons beaucoup, mais nous n'agissons pas assez, et, parfois, pas du tout. Nous n'anticipons pas assez, nous attendons tout de l'extérieur ».
Début octobre 2016, Idriss Déby se rend en république démocratique du Congo, le but étant de parvenir au dialogue pour la tenue d'élections présidentielles dans le pays. Il appelle alors les composantes de l'opposition à se joindre au dialogue. Dans un communiqué, il annonce finalement qu'une date a été trouvée pour la tenue des élections présidentielles et législatives.
Fin octobre 2016, Idriss Déby Itno se rend au Cameroun pour exprimer sa compassion pour les victimes de la catastrophe ferroviaire du train d'Eseka. Il a déclaré à cette occasion : « les relations entre le Cameroun et le Tchad sont très particulières. Nous avons des liens solides et un destin commun. Quand j'ai appris la triste nouvelle, j'ai d'abord fait un message au peuple camerounais. Puis, j'ai estimé que faire un message n'est pas suffisant et je suis venu ».

### Lutte contre Boko Haram
Une de ses premières priorités à la présidence de l'UA est l'accélération du combat contre Boko Haram. Le 4 mars 2016, l'Union africaine valide ainsi l’ajout de 10 000 troupes à la Force multinationale mixte (FMM) créée le 23 mai 2016 à N'Djaména. En août, l'Union européenne promet de verser 50 millions d'euros supplémentaires pour aider la FMM à combattre Boko Haram dans le Sahel.

### Financement
En août 2016, Idriss Déby fait adopter à la « quasi-unanimité » selon Donald Kaberuka un nouveau mode de financement pour l'Union africaine qui met un terme aux financements extérieurs et permet à l'Union d'assurer son indépendance grâce au prélèvement d'une taxe sur les importations. Idriss Déby définit cette mesure comme un tournant « historique » : « nous prenons des décisions audacieuses pour l'avenir de notre continent. En attendant l'opérationnalisation de ce nouveau mécanisme de financement de l'UA, il faut mettre fin à notre dépendance frustrante et compromettante de notre budget ».

## Décorations
- Grand-croix avec collier de l'ordre national du Tchad, en tant que grand maître de l'ordre[99].
- Grand-croix de l'ordre national du Bénin[100].
- Grand-croix de l'ordre de la reconnaissance centrafricaine[101].
- Première classe de l'ordre du Grand Conquérant (Libye).
- Grand-croix de l'ordre international des Palmes académiques du CAMES[102].

## Distinctions
- Docteur honoris causa de l'université d'Abomey-Calavi[103]
- Docteur honoris causa de l'Institut international de l'ingénierie de l'eau et de l'environnement[104]
- Docteur honoris causa de l'université de Karabük[105]
- Prix médias africains pour la paix et le leadership (PMAPL)[réf. souhaitée]
- Maréchal du Tchad[106]

## Famille

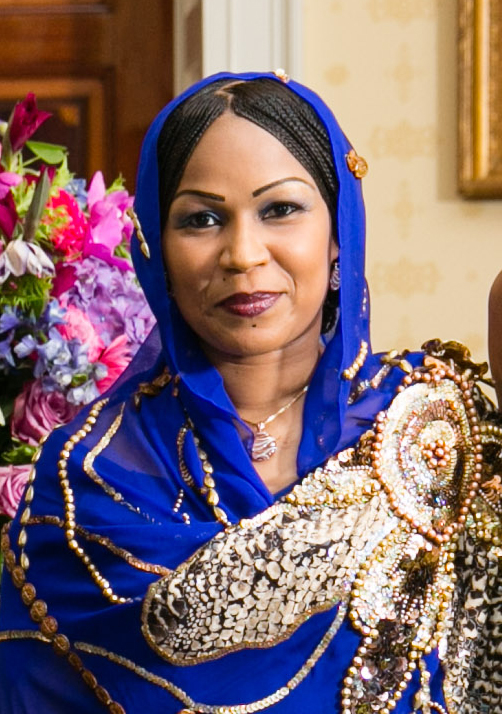
Hinda Déby Itno en 2014 à la Maison-Blanche

Idriss Déby a plusieurs enfants issus de différents mariages, comme c'est la coutume au sein des Zaghawa :
- Mahamat Idriss Déby, nommé commandant en second des Forces armées tchadiennes en intervention au Mali (FATIM) en 2013 puis directeur général de la DGSSIE en 2014[107] ;
- Abdelkerim Idriss Déby dit Kerimo[108] directeur de cabinet adjoint du président Déby[109];
- Brahim Déby (issu de son premier mariage avec Hadja Halimé), qui avait été un temps son conseiller[110], est assassiné le 2 juillet 2007 en France, à Courbevoie[110],[111],[112]. Selon la police française, son assassinat n'aurait pas de motivation politique[113] ;
- Zakaria Idriss Déby, ancien directeur général de Toumaï Air Tchad[114], directeur adjoint du cabinet civil à la présidence en 2013[107], ambassadeur auprès des Émirats arabes unis en 2020 et colonel de l'armée[115] ;
- Adam Idriss Déby, Chef d'état-major de la Direction générale de service de sécurité des institutions de l'État (DGSSIE) en 2012[116], handicapé à la suite d'un accident de la circulation[114] ;
- Daoussa Idriss Déby, Directeur général des Grands travaux vers 2012[114] ;
- Fatimé Idriss Déby, Directrice commerciale de la Société des hydrocarbures du Tchad (SHT) puis directrice adjointe de la Société de raffinage de N'Djamena (SRN) en 2020[117] ;
- Seïd Idriss Déby, Directeur général adjoint de la SRN puis directeur général de la SHT de décembre 2018 à mars 2020[117].
- Hassan Idriss Déby, Chef d’état major adjoint de l’armée de l’air
- Nassour Idriss Deby, Général et ancien chef d’état major particulier à la présidence de la république du Tchad

Ses épouses ont été :
- en 2005, il épouse Hinda Mahamat Abderahim Acyl[118], qui aurait acquis la nationalité française en 2017, sa quatrième épouse après Zina Wazina ou encore Hadja Halime Déby[119]. Ce mariage pourrait avoir notamment permis, au moment des offensives des rebelles, de convaincre la tribu de Hinda, originaire du Ouaddaï, région frontalière du Soudan peuplée, de ne pas se rallier à ces derniers ;
- le 20 janvier 2012, il épouse Amani Moussa Hilal, fille de Moussa Hilal, un célèbre chef de milice janjawid[120],[121] ;
- autres épouses : Anda Ali Bouye, Souad Zakaria Abdallah, Haoua Toldjei Tchou, Acheick Oumar[122].

Il a plusieurs frères et sœurs:
- Daoussa Déby, PDG de la société d’entretien des routes (SNER)
- Saleh Déby, Ancien directeur des Douanes
- Timan Deby, Ancien Sultan d'Amdjarass